# Lijst van burgemeesters van Stein (Zuid-Holland)
Dit is een lijst van burgemeesters van de voormalige Nederlandse gemeente Stein in de provincie Zuid-Holland. Bovendien zijn toegevoegd de functionarissen, die voor 1817 Stei(j)n bestuurd hebben.  Tot 1795 was het land van Steijn een hoge heerlijkheid die bestuurd werd vanuit Gouda. De fungerend president burgemeester van Gouda was baljuw, dijkgraaf en schout van het land van Steijn. Van 1795 tot 1811 was er sprake van een gewijzigde situatie. De Goudse burgers Couperus en Van der Burch werden achtereenvolgens aangewezen als schout, baljuw en dijkgraaf van Steijn. Van 1811 tot 1817 maakte Steijn deel uit van Reeuwijk, waar Bruno Josias van der Does maire en schout was. Van 1817 tot 1870 was er sprake van een zelfstandig bestuurde gemeente Stein c.a. Tot 1848 bezat Gouda nog steeds de ambachtsheerlijkheid Stein. In 1870 werd een deel van het gebied bij de gemeente Gouda (Voor- en Midden-Willens) gevoegd en het resterende deel bij de gemeente Reeuwijk.

## Het Land van Steijn tot 1811
| Ambtsperiode | Baljuw, dijkgraaf en schout                   | Bijzonderheden                       |
| ------------ | --------------------------------------------- | ------------------------------------ |
| tot 1795     | de fungerend president burgemeester van Gouda | bestuurders van de hoge heerlijkheid |
| 1795 - 1796  | Jan Couperus                                  | gekozen bestuurder                   |
| 1796 - 1811  | Jacobus van der Burch                         | gekozen bestuurder                   |

## Steijn als onderdeel van Reeuwijk (1811-1817)
| Ambtsperiode | Naam burgemeester                        | Bijzonderheden |
| ------------ | ---------------------------------------- | -------------- |
| 1811 - 1817  | zie Lijst van burgemeesters van Reeuwijk |                |

## Stein als zelfstandige gemeente (1817-1870)
| Ambtsperiode | Naam burgemeester                     | Partij of stroming | Bijzonderheden |
| ------------ | ------------------------------------- | ------------------ | -------------- |
| 1817 - 1826  | mr. Bruno Josias van der Does         |                    | schout         |
| 1826 - 1842  | mr. Jean Louis Antoine de Grave       |                    |                |
| 1842 - 1852  | Aris Prins                            |                    |                |
| 1852 - 1859  | Dirk Braat                            |                    |                |
| 1859 - 1870  | Henri Corneille Schuijt van Castricum |                    |                |
| 1870 - 1870  | Frederik Hendrik Bulaëus Brack        |                    |                |